# كريستيان بيترسن
كريستيان بيترسن (بالإنجليزية: Christian Petersen (sculptor))‏ (و. 1885 – 1961 م) هو نَحّات من الولايات المتحدة الأمريكية . ولد في الدنمارك .
توفي في أميس . بسبب سرطان .